# Chuck Thompson
Charles Edmund "Chuck" Thompson (New York, 4 juni 1926 – Los Angeles, 7 maart 1982) was een Amerikaanse jazzdrummer van de bop.

## Carrière
Chuck Thompson werd professioneel muzikant in 1943 en werkte in 1946 in Californië bij Cee Pee Johnson. In hetzelfde jaar speelde hij samen met Charlie Parker (Yardbird in Lotusland, Spotlite Records), Howard McGhee, Miles Davis en Joe Albany. Daarna werkte Thompson freelance, meestal in de buurt van Los Angeles. Na 1947 speelde hij met Benny Carter, Dexter Gordon, Wardell Gray en Charles Mingus, in 1949 als trio met Erroll Garner. In 1954 nam hij op met Barney Kessel, in 1956 met Sonny Criss. Grotere populariteit kreeg hij in 1955/1956 door zijn lidmaatschap in het trio van Hampton Hawes. Vervolgens werkte hij voornamelijk met plaatselijke bands in de San Francisco Bay Area.
Chuck Thompson is niet verwant en te verwarren met de bop-pianist Charles Thompson, die ook speelde bij Charlie Parker. Hij overleed in 1982 op 55-jarige leeftijd.

## Discografie
- 1956: Sonny Criss: The Complete Imperial Sessions (Blue Note Records)
- 1949: Erroll Garner: 1949, Vol. 2 (Classics)
- 1947: Dexter Gordon: The Dial Sessions (Storyville)
- 1950-1952: Wardell Gray's Los Angeles All Stars: Wardell Gray Memorial Vol. 2 (OJC)
- 1956: Hampton Hawes: Everybody Likes Hampton Hawes (Contemporary); The Trio (Contemporary/OJC)
- 1954: Barney Kessel: Plays Standards (OJC)
- 1945-1949: Charles Mingus: West Coast 1945-1949 (Uptown Records)

- Bibliothèque nationale de France: cb139243877 (data)
- Gemeinsame Normdatei: 135294975
- International Standard Name Identifier: 0000 0000 6160 9275
- Library of Congress Control Number: n88633159
- MusicBrainz: 90d5159c-3eb3-420d-8299-d4dd050ea0f5
- Istituto Centrale per il Catalogo Unico: DDSV062338
- Système universitaire de documentation: 156625458
- Virtual International Authority File: 88076430
- WorldCat: E39PBJfGR648v6xFQPxwdWRdwC